# TJ Sokol Okříšky
TJ Sokol Okříšky (celým názvem: Tělovýchovná jednota Sokol Okříšky) je československý klub ledního hokeje, který sídlil v městysi Okříšky v kraji Vysočina. Klub byl založen v roce 1931, kdy se přihlásil do Západomoravské župy. Sokol Okříšky hrál ze začátku na zamrzlých rybnících, v roce 1942 postavili hráči u sokolovny kluziště i s osvětlením. V sezóně 1955/56 se stal přeborníkem Jihomoravského kraje, o postup do oblastní soutěže se Sokol Okříšky utkali s vítězem Středočeského kraje DSO Spartak Tatra Kolín. První zápas vyhrál na ledě Kolínu 7:4, druhý zápas doma nezvládl a prohrál 4:9, Spartak Kolín slavil postup do oblastní soutěže. V roce 1959 otevřel nový zimní stadion klub TJ Spartak Třebíč, který je vzdálený 10 kilometrů. Spartak Třebíč usiloval o postup do vyšší soutěže a někteří hráči přestoupili ze Sokolova Okříšky do Spartaku Třebíč. V letech 1971-1974 hrál Sokol Okříšky hokejovou divizi, klub byl posílen hráči z TJ ZMS Třebíč. V roce 1988 musel klub odstoupit z krajského přeboru pro velké finanční náklady, přihlásil se tak do okresního přeboru. V roce 2003 a 2004 se stal přeborníkem okresního přeboru. V roce 2011 se odhlásili z okresního přeboru a přihlásili se do nově vzniklé soutěže městské hokejové ligy.

## Přehled ligové účasti
Stručný přehled
Zdroj: 
- 1948–1949: Východočeská divize – sk. A (2. ligová úroveň v Československu)
- 1955–1956: Jihomoravský krajský přebor (4. ligová úroveň v Československu)
- 1956–1959: Oblastní soutěž – sk. A (3. ligová úroveň v Československu)
- 1971–1973: Hokejová divize (3. ligová úroveň v Československu)
- 1973–1974: Hokejová divize (4. ligová úroveň v Československu)
- 1980–1981: Jihomoravský krajský přebor (3. ligová úroveň v Československu)

Jednotlivé ročníky
Legenda: ZČ - základní část, červené podbarvení - sestup, zelené podbarvení - postup, fialové podbarvení - reorganizace, změna skupiny či soutěže
| Československo (1948 – 1980) |                             |           |          |                                       |               |
| Sezóny                       | Soutěž                      | Úroveň    | ZČ       | Play-off, nadstavba, sk. o udržení... | Poznámky      |
| 1948/49                      | Východočeská divize – sk. A | 2. úroveň | 6. místo |                                       | Sestup        |
| ...                          |                             |           |          |                                       |               |
| 1955/56                      | Jihomoravský krajský přebor | 4. úroveň | 1. místo |                                       | Kvalifikace   |
| 1956/57                      | Oblastní soutěž – sk. D     | 3. úroveň | 3. místo |                                       |               |
| 1957/58                      | Oblastní soutěž – sk. D     | 3. úroveň | 2. místo |                                       | Změna skupiny |
| 1958/59                      | Oblastní soutěž – sk. A     | 3. úroveň | 2. místo |                                       | Sestup        |
| ...                          |                             |           |          |                                       |               |
| 1971/72                      | Divize – sk. E              | 3. úroveň | 4. místo |                                       |               |
| 1972/73                      | Divize – sk. E              | 3. úroveň | 4. místo |                                       | Reorganizace  |
| 1973/74                      | Divize – sk. E              | 4. úroveň | 6. místo |                                       | Sestup        |
| ...                          |                             |           |          |                                       |               |
| 1980/81                      | Jihomoravský krajský přebor | 3. úroveň | 3. místo |                                       |               |